# Aizukotetsu-kai

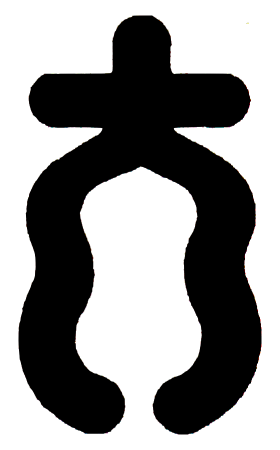
Daimon di Aizukotetsu-kai

Il Quinto Aizukotetsu-kai (五代目会津小鉄会), a volte scritto Aizu-Kotetsukai o Aizu Kotetsu-kai, con sede a Kyoto, è la quarta più grande organizzazione della yakuza in Giappone. Il suo nome è formato da quello della regione di Aizu, da "Kotetsu", un tipo di spada giapponese, e dal suffisso 会 "-kai", ossia "società".
L'Aizukotetsu-kai fu fondata a Kyoto intorno al 1868, all'inizio del periodo Meiji. Gli affiliati all'Aizukotetsu-kai erano in origine i principali clienti del colosso dei giochi Nintendo, che ha cominciato la sua attività producendo carte hanafuda. Alcuni affiliati sostengono addirittura che il nome Nintendo sia stato scelto per evocare i princìpi della loro filosofia. Il primo carattere di ninkyo è infatti lo stesso di Nintendo. Ancora negli anni sessanta, i dipendenti dell'azienda dovevano controllare le macchine che distribuivano i mazzi di carte hanafuda e ritirare quelli difettosi. Se avessero avuto anche il minimo difetto, la yakuza avrebbe protestato. È una federazione di circa 100 gruppi della yakuza di Kyoto, che comprende all'incirca 7.000 membri.
Nel 1992 l'Aizukotetsu-kai è stato uno dei primi gruppi yakuza accusati sotto la nuova legislatura contro le attività illegali dei boryokudan, che dichiarò illegali tutte quelle associazioni che ricorrono a violenza e intimidazione. L'allora capo Tokutaro Takayama partecipò a una campagna pubblica contro le nuove leggi e il gruppo avviò una causa che venne rigettata dal Tribunale distrettuale di Kyoto, nel settembre 1995.
Nell'ottobre 2005  il gruppo ha formato un'alleanza con il Sesto Yamaguchi-gumi, il più grande clan della yakuza giapponese.

## Capi
- terzo (1975–1986) sōsai: Riichi Zukoshi (図越利一)
- quarto (1986–1997): Tokutaro Takayama (高山 登久太郎)